# Coenotephria longipennis
Coenotephria longipennis är en fjärilsart som beskrevs av Brandt 1941. Coenotephria longipennis ingår i släktet Coenotephria och familjen mätare. Inga underarter finns listade i Catalogue of Life.